# (6920) Esaki
(6920) Esaki (1993 JE) – planetoida z pasa głównego asteroid okrążająca Słońce w ciągu 3 lat i 253 dni w średniej odległości 2,39 j.a. Została odkryta 14 maja 1993 roku w Kitami przez Kin Endate i Kazurō Watanabe.